# Образцовый (Самарская область)
Образцовый — посёлок в Сызранском районе Самарской области в составе сельского поселения Печерское.

## География
Находится на правом берегу Волги на расстоянии примерно 37 километров по прямой на восток от северо-восточной границы районного центра города Сызрань.

## Население
Постоянное население составляло 5 человек в 2002 году (русские 100 %), 25 в 2010 году.